# Piragüismo en los Juegos Olímpicos de Londres 2012 – K-1 1000 metros masculino
La prueba K-1 1000 metros masculino de piragüismo en los Juegos Olímpicos de Londres 2012, se llevó a cabo entre el 6 al 8 de agosto, en Eton Dorney en Buckinghamshire.

## Horario
Todas las horas están en horario de verano (UTC+1)
| Fecha                          | Tiempo      | Ronda              |
| ------------------------------ | ----------- | ------------------ |
| Lunes, 6 de agosto de 2012     | 09:30 10:58 | Series Semifinales |
| Miércoles, 8 de agosto de 2012 | 09:30       | Finales            |

## Resultados

### Serie
Los primeros cinco y el sexto más rápido califican para las semifinales (Q).

#### Serie 1
| Rank | Kayakista          | País              | Tiempo   | Notas |
| ---- | ------------------ | ----------------- | -------- | ----- |
| 1    | Adam van Koeverden | Canadá (CAN)      | 3:28.697 | Q     |
| 2    | Marko Tomićević    | Serbia (SRB)      | 3:30.693 | Q     |
| 3    | Miroslav Kirchev   | Bulgaria (BUL)    | 3:30.768 | Q     |
| 4    | Jorge García       | Cuba (CUB)        | 3:30.852 | Q     |
| 5    | Tim Brabants       | Reino Unido (GBR) | 3:31.869 | Q     |
| 6    | Pavel Nikolaev     | Rusia (RUS)       | 3:35.466 |       |
| 7    | Maximilian Benassi | Italia (ITA)      | 3:35.543 |       |
| 8    | Joshua Utanga      | Islas Cook (COK)  | 4:32.064 |       |

#### Serie 2
| Rank | Kayakista           | País                          | Tiempo   | Notas |
| ---- | ------------------- | ----------------------------- | -------- | ----- |
| 1    | Anders Gustafsson   | Suecia (SWE)                  | 3:34.419 | Q     |
| 2    | Ben Fouhy           | Nueva Zelanda (NZL)           | 3:35.610 | Q     |
| 3    | Aleh Yurenia        | Bielorrusia (BLR)             | 3:36.012 | Q     |
| 4    | Zhou Yubo           | República Popular China (CHN) | 3:36.994 | Q     |
| 5    | Francisco Cubelos   | España (ESP)                  | 3:37.791 | Q     |
| 6    | Ahmad Reza Talebian | Irán (IRI)                    | 3:39.504 |       |
| 7    | Mostafa Mansour     | Egipto (EGY)                  | 4:09.651 |       |

#### Serie 3
| Rank | Kayakista           | País             | Tiempo   | Notas |
| ---- | ------------------- | ---------------- | -------- | ----- |
| 1    | René Holten Poulsen | Dinamarca (DEN)  | 3:30.284 | Q     |
| 2    | Max Hoff            | Alemania (GER)   | 3:30.709 | Q     |
| 3    | Eirik Verås Larsen  | Noruega (NOR)    | 3:31.288 | Q     |
| 4    | Mohamed Mrabet      | Túnez (TUN)      | 3:32.204 | Q     |
| 5    | Cyrille Carré       | Francia (FRA)    | 3:32.705 | Q     |
| 6    | Murray Stewart      | Australia (AUS)  | 3:32.768 | q     |
| 7    | Marek Krajčovič     | Eslovaquia (SVK) | 3:39.649 |       |

### Semifinales
Los 4 canoístas más rápidos de cada semifinal califican para la final A. Los 4 canoístas más lentos en cada semifinal califican para la final B.

#### Semifinal 1
| Rank | Kayakista           | País                          | Tiempo   | Notas |
| ---- | ------------------- | ----------------------------- | -------- | ----- |
| 1    | Adam van Koeverden  | Canadá (CAN)                  | 3:28.209 | Q     |
| 2    | Eirik Verås Larsen  | Noruega (NOR)                 | 3:29.547 | Q     |
| 3    | René Holten Poulsen | Dinamarca (DEN)               | 3:30.247 | Q     |
| 4    | Tim Brabants        | Reino Unido (GBR)             | 3:30.769 | Q     |
| 5    | Miroslav Kirchev    | Bulgaria (BUL)                | 3:30.818 |       |
| 6    | Ben Fouhy           | Nueva Zelanda (NZL)           | 3:32.572 |       |
| 7    | Zhou Yubo           | República Popular China (CHN) | 3:36.163 |       |
| 8    | Cyrille Carré       | Francia (FRA)                 | 3:38.981 |       |

#### Semifinal 2
| Rank | Kayakista         | País              | Tiempo   | Notas |
| ---- | ----------------- | ----------------- | -------- | ----- |
| 1    | Max Hoff          | Alemania (GER)    | 3:29.294 | Q     |
| 2    | Aleh Yurenia      | Bielorrusia (BLR) | 3:29.825 | Q     |
| 3    | Anders Gustafsson | Suecia (SWE)      | 3:31.149 | Q     |
| 4    | Francisco Cubelos | España (ESP)      | 3:31.833 | Q     |
| 5    | Jorge García      | Cuba (CUB)        | 3:31.937 |       |
| 6    | Murray Stewart    | Australia (AUS)   | 3:32.975 |       |
| 7    | Marko Tomićević   | Serbia (SRB)      | 3:43.589 |       |
| 8    | Mohamed Mrabet    | Túnez (TUN)       | 3:44.545 |       |

### Finals

#### Final B
| Rank | Kayakista        | País                          | Tiempo   |
| ---- | ---------------- | ----------------------------- | -------- |
| 1    | Jorge García     | Cuba (CUB)                    | 3:29.938 |
| 2    | Marko Tomićević  | Serbia (SRB)                  | 3:30.754 |
| 3    | Miroslav Kirchev | Bulgaria (BUL)                | 3:33.051 |
| 4    | Cyrille Carré    | Francia (FRA)                 | 3:33.513 |
| 5    | Mohamed Mrabet   | Túnez (TUN)                   | 3:33.515 |
| 6    | Ben Fouhy        | Nueva Zelanda (NZL)           | 3:34.710 |
| 7    | Zhou Yubo        | República Popular China (CHN) | 3:36.110 |
| 8    | Murray Stewart   | Australia (AUS)               | 3:40.834 |

#### Final A
| Rank              | Kayakista           | País              | Tiempo   |
| ----------------- | ------------------- | ----------------- | -------- |
| Medalla de oro    | Eirik Verås Larsen  | Noruega (NOR)     | 3:26.462 |
| Medalla de plata  | Adam van Koeverden  | Canadá (CAN)      | 3:27.170 |
| Medalla de bronce | Max Hoff            | Alemania (GER)    | 3:27.759 |
| 4                 | René Holten Poulsen | Dinamarca (DEN)   | 3:29.483 |
| 5                 | Anders Gustafsson   | Suecia (SWE)      | 3:29.919 |
| 6                 | Aleh Yurenia        | Bielorrusia (BLR) | 3:32.396 |
| 7                 | Francisco Cubelos   | España (ESP)      | 3:32.521 |
| 8                 | Tim Brabants        | Reino Unido (GBR) | 3:34.833 |